# Scopula cerusaria
Scopula cerusaria là một loài bướm đêm trong họ Geometridae.